# Е̃
Cette page contient des caractères spéciaux ou non latins. S’ils s’affichent mal (▯, ?, etc.), consultez la page d’aide Unicode.
Ne doit pas être confondu avec la lettre latine E tilde (Ẽ ẽ).
Le ié tilde (capitale Е̃, minuscule е̃) est une lettre de l'alphabet cyrillique, composée du Е (ié cyrillique) et du tilde. Elle a été utilisée en khinalug.

## Utilisation
Le ié tilde ‹ е̃ › a été utilisé dans l’écriture du khinalug, notamment dans la grammaire khinalug de Decheriev publiée en 1959,.

## Représentations informatiques
Le ié tilde peut être représenté avec les caractères Unicode suivants :
- décomposé (cyrillique, diacritiques) :

| formes    | représentations | chaînes de caractères | points de code | descriptions                                     |
| --------- | --------------- | --------------------- | -------------- | ------------------------------------------------ |
| capitale  | Е̃               | Е◌̃                    | U+0415 U+0303  | lettre majuscule cyrillique ié diacritique tilde |
| minuscule | е̃               | е◌̃                    | U+0435 U+0303  | lettre minuscule cyrillique ié diacritique tilde |